# Charles Domery
Charles Domery, connu plus tard comme Charles Domerz, né vers 1778 et mort après 1800, est un soldat polonais qui a servi dans l'Armée prussienne et l'Armée révolutionnaire française. Il est connu pour son appétit inhabituel.
Engagé dans la marine française à bord du vaisseau Le Hoche, au cours d'un combat, la jambe d'un marin a été arrachée par un coup de canon, et Charles Domery a saisi le membre sectionné et a commencé à le manger jusqu'à ce qu'un membre de l'équipage le lui ait repris des mains pour le jeter dans la mer,.